# أليعازر ماروم
الميجر جينيرال اليعازر ماروم قائد المخابرات والقوات البحرية الإسرائيلية من مواليد الجليل الأعلى في إسرائيل عام 1955م. تولى منصب قائد القوات البحرية الإسرائيلية عام 2006م. وهو من أصول صينية.

## الشهادات والدورات
- دورة البحرية الإسرائيلية للقادة المحترفين
- كلية الدفاع الوطنية
- البرنامج الدولي لإدارة الدفاع، البحرية الأمريكية
- إدارة الأعمال من جامعة هارفورد الأمريكية
- ماجستير في العلوم الاجتماعية، جامعة حيفا/ إسرائيل